# Cleistanthus sarawakensis
Cleistanthus sarawakensis là một loài thực vật có hoa trong họ Diệp hạ châu. Loài này được Jabl. mô tả khoa học đầu tiên năm 1915.